# Christoph Hein

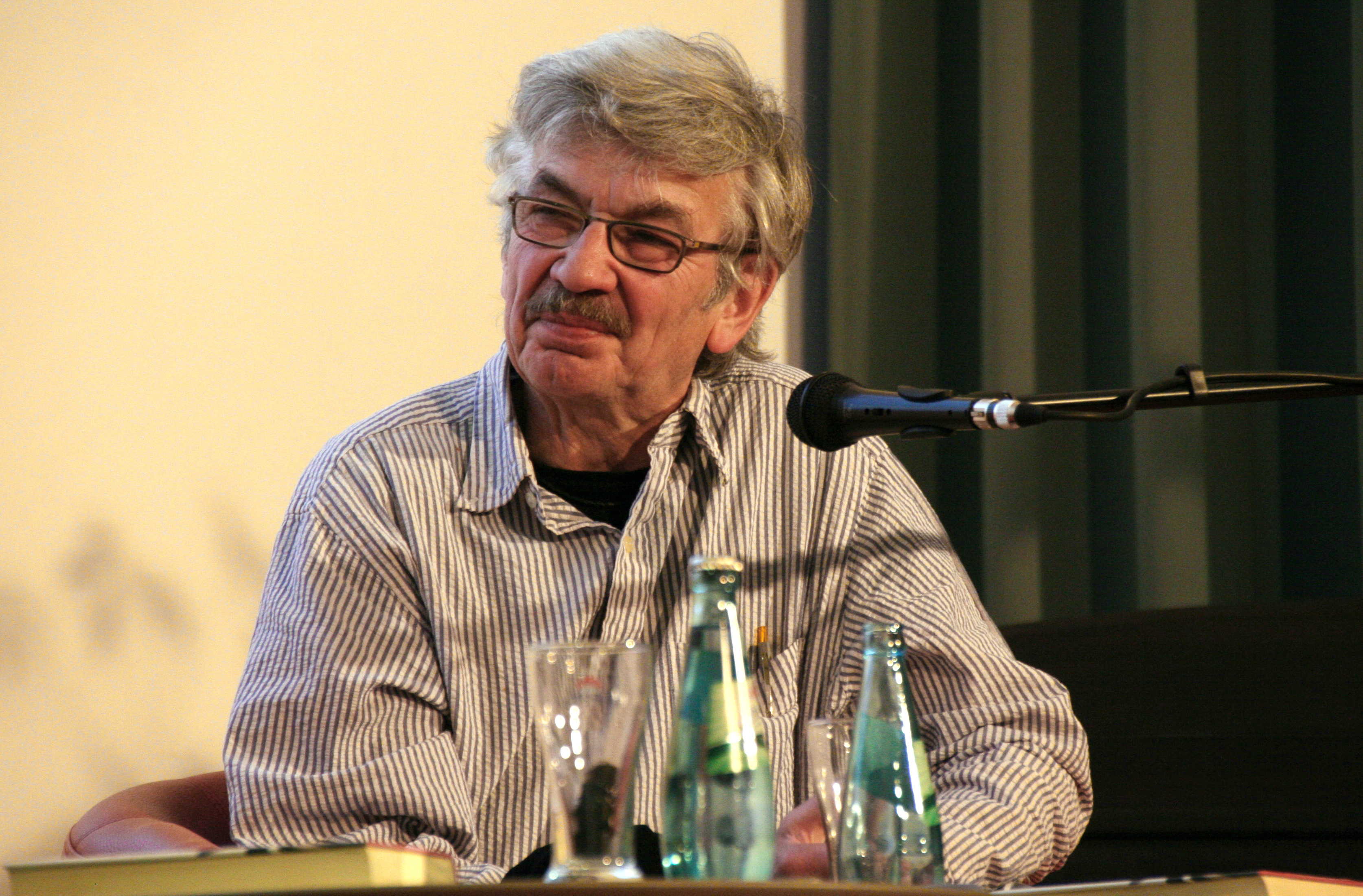
Christoph Hein en el año 2012.

Christoph Hein (Jasienica, 8 de abril de 1944) es un escritor, traductor y ensayista alemán.

## Vida

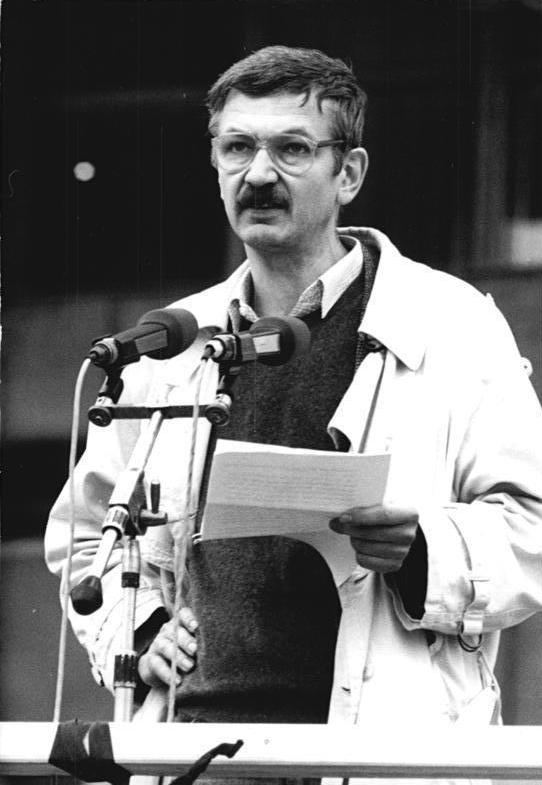
Christoph Hein en 1989.

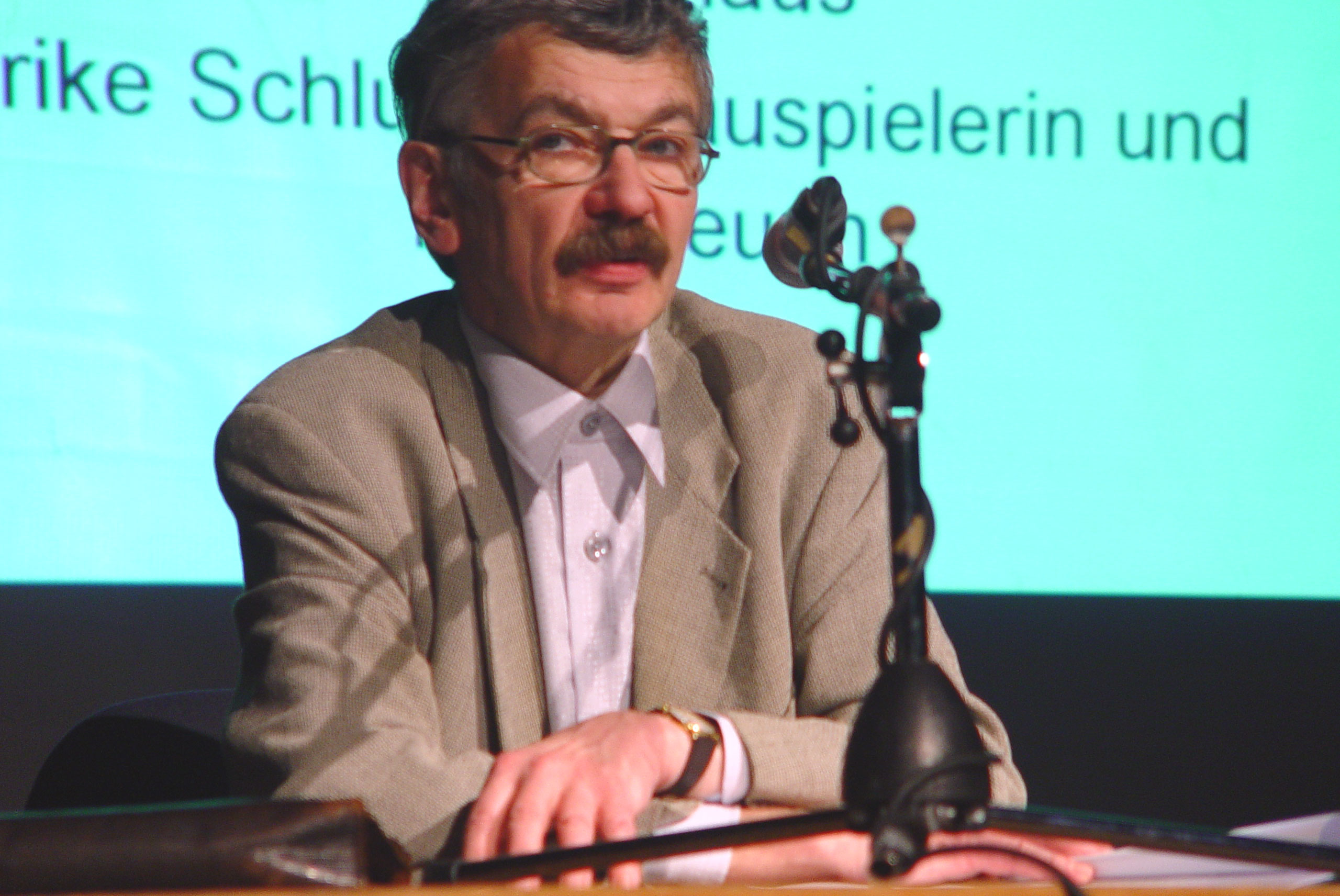
Christoph Hein en el Theaterhaus Mitte de Berlín (2004).

Se crio en la pequeña ciudad de Bad Düben, cerca de Leipzig. Como era un hijo de un párroco  y no de un obrero no consiguió plaza en una Erweiterten Oberschule, por lo que tuvo que acudir a un Gymnasium de Berlín para ayudar a construir el muro. Después trabajó como librero, camarero, periodista, actor y asistente de dirección. Realizó su Abitur en 1964 tras acudir a una escuela nocturna y estudió en Berlín y Leipzig filosofía y lógica entre los años 1967 y 1971. Después fue asesor artístico y autor en el Volksbühne en Berlín Este. Desde 1979 fue escritor independiente.
Se hizo conocido por su novela corta Der fremde Freund, publicada en la República Democrática Alemana (RDA) en 1982 y en la República Federal Alemana en 1983 bajo el título de Drachenblut. En 1983 se publicó su pieza teatral más exitosa, Die Wahre Geschichte des Ah Q (La verdadera historia de Ah Q). Tradujo obras de Jean Racine y Molière. Entre 1998 y 2000 fue el primer presidente del PEN Internacional de la Alemania reunificada, y desde mayo de 2014 es su presidente de honor. Hasta julio de 2006 fue coeditor del semanario Freitag. Tiene dos hijos a raíz de su matrimonio con la ya fallecida directora de cine Christiane Hein; el menor de ellos es el escritor y médico Jakob Hein. Desde 2011 está casado con la cantante de ópera Maria Husmann. Es miembro de la Academia Alemana de la Lengua y la Poesía y de la Sächsische Akademie der Künste. 
El 8 de octubre de 2004 el consejero de cultura de Berlín, Thomas Flierl, confirmó que se estaba negociando la incorporación de Hein al Teatro Alemán de Berlín como director artístico. Tenía que hacerse cargo desde la temporada de teatro 2006-2007 y suceder a Bernd Wilms, cuyo contrato no sería prorrogado. El 29 de diciembre de 2004 mediante una conferencia de prensa renunció al cargo después de recibir numerosas críticas por parte del mundo teatral y de la prensa.
Su novela Willenbrock fue adaptada al cine en el año 2005 por Andreas Dresen. Hans-Eckardt Wenzel, que conoció a Hein cuando participaron en la película Letztes aus der Da Da eR en el año 1990, puso música a su obra lírica en el año 2009.
El 13 de abril de 2011 fue nombrado ciudadano de honor de Bad Düben.
Desde la publicación de Der fremde Freund es considerado como uno de los autores alemanes contemporáneos más importantes; antes de eso publicó fundamentalmente relatos que se desarrollaban en distintos siglos donde en muchas ocasiones se adoptaba el punto de vista de los personajes secundarios. Gran parte de su prosa se centra en el amor, aunque las parejas que retrata raramente son felices.
En su obra dramática trata principalmente sobre las fuerzas motrices de la historia y sobre las revoluciones fracasadas, aunque para él el destino de las grandes personalidades o los eventos concretos de la historia del mundo son secundarios.

## Premios y reconocimientos
- 1982 Premio Heinrich Mann[5]
- 1983 Deutscher Kritikerpreis
- 1986 Premio Mara Cassens
- 1989 Premio Stefan Andres
- 1989 Lessing-Preis der DDR
- 1990 Premio Erich Fried
- 1992 Premio Ludwig Mühlheim
- 1992 Berliner Literaturpreis
- 1994 Orden del Mérito de la República Federal de Alemania
- 1998 Premio Peter Weiss
- 2000 Solothurner Literaturpreis
- 2000 Zonser Hörspielpreis
- 2002 Premio Austriaco de Literatura Europea
- 2003 Calwer Hermann-Hesse-Stipendium
- 2004 Schiller-Gedächtnispreis
- 2004 Ver.di-Literaturpreis Berlin-Brandenburg
- 2008 Walter-Hasenclever-Literaturpreis
- 2010 Eichendorff-Literaturpreis
- 2011 Gerty-Spies-Literaturpreis
- 2012 Premio Uwe Johnson
- 2013 Internationaler Stefan-Heym-Preis

## Obra

### Piezas teatrales
- 1974 Schlötel oder Was solls
- 1976 Vom hungrigen Hennecke
- 1979 Die Geschäfte des Herrn John D
- 1980 Cromwell
- 1980 Lassalle fragt Herrn Herbert nach Sonja. Die Szene ein Salon
- 1982 Der neue Menoza oder Geschichte des kumbanischen Prinzen Tandi
- 1983 Die wahre Geschichte des Ah Q (La verdadera historia de Ah Q)
- 1987 Passage
- 1989 Die Ritter der Tafelrunde
- 1994 Randow
- 1999 Bruch
- 1999 In Acht und Bann
- 1999 Zaungäste
- 1999 Himmel auf Erden
- 2000 Mutters Tag
- 2002 Zur Geschichte des menschlichen Herzens oder Herr Schubart erzählt Herrn Lenz einen Roman, der sich mitten unter uns zugetragen hat

### Prosa
- 1980 Die Witwe eines Maurers
- 1980 Frank, eine Kindheit mit Vätern
- 1980 Einladung zum Lever Bourgeois
- 1982 Der fremde Freund (El amigo ajeno)
- 1984 Das Wildpferd unterm Kachelofen (El caballo salvaje agazapado bajo la estufa)
- 1985 Horns Ende (El final de Horn)
- 1987 Öffentlich arbeiten
- 1989 Der Tangospieler (Por tocar un tango)
- 1990 Als Kind habe ich Stalin gesehen
- 1993 Das Napoleon-Spiel
- 1994 Exekution eines Kalbes und andere Erzählungen
- 1997 Von allem Anfang an
- 2000 Willenbrock
- 2003 Mama ist gegangen (Mamá se ha marchado)
- 2004 Landnahme
- 2005 In seiner frühen Kindheit ein Garten
- 2005 Das goldene Vlies
- 2007 Frau Paula Trousseau
- 2009 Über die Schädlichkeit des Tabaks. Rede an die Abiturienten des Jahrgangs 2009
- 2011 Weiskerns Nachlass
- 2013 Vor der Zeit: Korrekturen

Su obra ha sido traducida al danés, inglés, finés, francés, georgiano, griego, italiano, catalán, coreano, noruego, polaco, ruso, serbocroata, español, sueco, checo y magiar.

## Adaptaciones

### Adaptaciones musicales
- Masken – Wenzel singt Christoph Hein (2009)
- Das erste Buch Homers (Korrekturen) (2013)

### Piezas radiofónicas
- Willenbrock (2002)

### Adaptaciones cinematográficas
- Willenbrock (2005)